# María Dhialma Tiberti
María Dhialma Tiberti (La Plata, 25 de octubre de 1928 - San Isidro, 6 de enero de 1987) fue una escritora argentina.

## Biografía
Nieta de Luis Tiberti, cursó estudios en la Escuela Normal Nacional Nº 1 Mary O. Graham y Letras e Historia en la Facultad de Humanidades de la Universidad local (Universidad Nacional de La Plata). Ha tenido a su cargo la colección Ediciones del Bosque, integrada con obras de otros conocidos autores provinciales, tales como Raúl Amaral, Horacio Ponce de León, Ana Emilia Lahitte, Roberto Themis Speroni y María de Villarino entre otros. Ha colaborado en diarios y revistas y fue miembro fundador, y vocal titular, en 1956, de la filial platense de la Sociedad Argentina de Escritores (SADE) y de varias instituciones culturales y sociales. Hacia 1950, fue miembro de la Comisión Protectora de Bibliotecas Populares y ejerció un especial patronato intelectual como madrina (benefactora) y socia honoraria de la Biblioteca Escolar Popular Domingo Faustino Sarmiento, de la Escuela Nacional Nº 85 de Coihuecó – Loucopé (Via Zapala) en la Neuquén. También fue miembro activo del Consejo Femenino de la Asociación Interamericana de Escritores.
Como escritora, recibió numerosas menciones honoríficas y premios literarios, entre ellos el del Consejo del Escritor por el cuento Niña en la ventana, y otro por la novela Estimado señor Gris.
Heredera de la tradición literaria de Norah Lange, de tendencia ultramodernista, en los escritos de Tiberti predomina el elemento plástico y el movimiento de las imágenes regidas por el adjetivo siempre parco, como en su famoso poema Y la nostalgia. Algo de Antonio Machado y de Juan Ramón Jiménez se encuentra a lo largo de muchos versos de la autora, pero también de Pablo Neruda y de Rainer Maria Rilke. Sin embargo, del romanticismo, la poesía de María Dhialma Tiberti no tiene sino lo más fino y delicado, lo más tenue y sutil, lo que de él ha sobrevivido en el modernismo (Helena Percas, 1958). 
En 1967, Ediciones de Cultura Hispánica, bajo la dirección de la académica (RAE) Carmen Conde, publica poemas de Tiberti en una antología titulada:
Once grande poetisas américo-hispanas, junto a poemas de Delmira Agustini; Gabriela Mistral; Alfonsina Storni; Juana de Ibarbourou; Dulce María Loynaz; Clara Silva; Julia de Burgos; Amanda Berenguer; Ida Vitale; Dora Isella Rusell. 
De perfil cosmopolita, disfrutaba de viajar por Europa, particularmente en la región de escandinava, y residió luego en Holanda por algunos años, dónde se vinculó con intelectuales destacados de la época. A partir de 1965, y por más de una década, Tiberti reunió en su residencia de San Isidro, un grupo científico-literario, frecuentado por los escritores Jorge Luis Borges, Victoria Ocampo, Alejandra Pizarnik, Josefina Passadori, Maria de Villarino, Nicolás Cócaro; y los científicos, W. Selman Eggebert, Plinio Rey, Adrian Aten, entre otros. Entre literatura y ciencia, disparidad de intereses armonizados y justificados dado que la escritora era casada con el reconocido científico, experto en energía nuclear, Gregorio Baro, quien fuera director de la Comisión Nacional de Energía Atómica de la República Argentina.

## Obras publicadas

### Poesía
- Cielo Recto (1947),
- Tierra de amapolas (1949),
- Las sombras amarillas (1949)

### Prosa
- Los Títeres (teatro, 1948),
- Estimado señor Gris (novela, 1967)

### Publicaciones en Antologías y otros
- "Elegía" en Alfar, Julio CASAL ed., Año XXIX, (Montevideo), Nº 89, 1951.
- SARAVI CISNEROS, Roberto, Primera antología poética platense, Editorial Clarida, Buenos Aires, Argentina, julio de 1956, pp. 183-188.
- CONDE, Carmen, Once Grandes Poetisas américo-hispanas, Ediciones Cultura Hispánica, Madrid, 1967.
- GIMENEZ PASTOR, Marta y José Daniel VIACAVA, Selección poética femenina 1940-1960, Ediciones culturales argentinas del Ministerio de Educación y Justicia, Buenos Aires, Argentina, 1965, pp. 267-270.
- MARTINEZ, David, "Poesía argentina actual, 1930-1960", Ediciones Culturales Argentinas, Ministerio de Educación y Justicia, Dirección General de Cultura, 1961. Pag. 128.